# Stone Cold Sober
Albums de Tankard
The Meaning of Life
(1990) Two-Faced
(1994)
Stone Cold Sober est le cinquième album studio du titre de thrash metal allemand Tankard. L'album est sorti en février 1992 sous le label Noise Records.
Le neuvième titre de l'album, Lost and Found (Tantrum Part II), est une sorte de suite au titre Tantrum, qui se trouve dans la liste des titres de leur album intitulé Chemical Invasion.

## Musiciens
- Andreas „Gerre" Geremia - Chant
- Frank Thorwarth - Basse
- Andy Bulgaropulos - Guitare
- Axel Katzmann - Guitare
- Arnulf Tunn - Batterie

## Liste des morceaux
1. Jurisdiction
2. Broken Image
3. Mindwild
4. Ugly Beauty
5. Centerfold
6. Behind the Back
7. Stone Cold Sober
8. Blood, Guts & Rock'n'Roll
9. Lost and Found (Tantrum Part II)
10. Sleeping With the Past
11. Freibier
12. Of Strange Talking People Under Arabian Skies